# Стратоника Македонская
Стратони́ка Македонская (др.-греч. Στρατονίκη της Μακεδονίας; жила в III веке до н. э.) — дочь селевкидского царя Антиоха I Сотера и его жены Стратоники.
Стратоника была женой македонского царя Деметрия II Этолийского, однако период их брака точно неизвестен. Она родила ему дочь, которую назвали Апама. По всей видимости Стратоника оставалась в Македонии до 239 до н. э., пока не оставила своего мужа и отправилась в Сирию. Причиной этому послужила женитьба Деметрия на эпирской принцессе Фтии — дочери Олимпиады. В Сирии Стратоника призывала своего племянника Селевка II Каллиника объявить македонскому царю войну, чтобы отомстить за нанесённое ей оскорбление. Согласно другой версии она намеревалась выйти замуж за Селевка. Однако Селевк не пожелал жениться, он был полностью занят восстановлением контроля над отпавшей Вавилонией. В ответ на это Стратоника, воспользовавшись отсутствием Селевка, подняла восстание в Антиохии. По возвращении Селевка город был осажден, а Стратоника бежала в Селевкию, где была схвачена и казнена.